# Чемпіонат світу з біатлону 2012 — естафета 4 x 6 км, жінки
Жіноча естафетна гонка на чемпіонаті світу з біатлону 2012 відбулася 10 березня 2012 року. Торішні чемпіони, збірна Німеччини, відстояли свій титул. 

## Результати
Гонка розпочалася о 15:15.
| Місце | Біб | Країна                                                                           | Час                                       | Штрафи (Л+С)                            | Відставання |
| ----- | --- | -------------------------------------------------------------------------------- | ----------------------------------------- | --------------------------------------- | ----------- |
| 1     | 5   | Німеччина Тіна Бахманн Маґдалена Нойнер Міріам Гесснер Андреа Генкель            | 1:09:33.0 17:09.6 17:28.4 17:37.8 17:17.2 | 0+6 1+4 0+1 0+0 0+3 1+3 0+2 0+1 0+0 0+0 |             |
| 2     | 1   | Франція Марі Лор Брюне Софі Буаї Анаїс Бескон Марі Дорен Абер                    | 1:10:01.5 17:09.0 17:19.7 18:04.6 17:28.2 | 0+4 0+3 0+1 0+0 0+1 0+2 0+1 0+1         | +28.5       |
| 3     | 2   | Норвегія Фанні Горн Елізе Рінґен Сіннове Солемдаль Тура Бергер                   | 1:10:12.5 18:12.0 17:28.4 17:39.2 16:52.9 | 0+4 0+8 0+1 0+3 0+1 0+2 0+1 0+3 0+1 0+0 | +39.5       |
| 4     | 4   | Білорусь Надія Скардіно Людмила Калінчік Настасія Дуборєзова Дарія Домрачова     | 1:10:14.2 18:08.2 17:41.9 18:05.1 16:19.0 | 0+1 0+5 0+0 0+2 0+0 0+0 0+1 0+3 0+0 0+0 | +41.2       |
| 5     | 9   | Швеція Єнні Юнссон Анна Марія Нільссон Анна Карін Стремстедт Гелена Екгольм      | 1:10:38.2 18:12.8 17:36.5 17:43.2 17:05.7 | 0+3 0+2 0+0 0+0 0+1 0+1 0+1 0+0         | +1:05.2     |
| 6     | 7   | Україна Наталія Бурдига Валя Семеренко Віта Семеренко Олена Підгрушна            | 1:10:53.5 18:22.7 17:18.0 17:08.1 18:04.7 | 0+3 0+5 0+1 0+3 0+0 0+2 0+0 0+0 0+2 0+0 | +1:20.5     |
| 7     | 3   | Росія Світлана Слєпцова Ольга Зайцева Ганна Богалій-Титовець Ольга Вілухіна      | 1:11:07.0 17:33.8 17:47.2 18:17.1 17:28.9 | 0+5 0+6 0+2 0+1 0+1 0+1 0+0 0+3 0+2 0+1 | +1:34.0     |
| 8     | 10  | Словаччина Яна Герекова Анастасія Кузьміна Мартіна Храпанова Пауліна Фіалкова    | 1:12:44.1 17:15.4 17:12.2 18:43.9 19:32.6 | 0+0 1+6 0+0 0+0 0+0 0+2 0+0 0+1 0+0 1+3 | +3:11.1     |
| 9     | 6   | Польща Кристина Палка Вероніка Новаковска-Зємняк Магдалена Гвіздон Агнєшка Циль  | 1:13:19.7 18:08.2 17:57.0 18:56.4 18:18.1 | 0+4 1+8 0+1 0+1 0+1 0+2 0+0 1+3 0+2 0+2 | +3:46.7     |
| 10    | 11  | Чехія Вероніка Віткова Барбора Томешова Вероніка Зварічова Їтка Ландова          | 1:13:23.8 17:30.7 18:14.4 18:24.4 19:14.3 | 0+4 0+8 0+1 0+2 0+2 0+3 0+1 0+2 0+0 0+1 | +3:50.8     |
| 11    | 14  | США Сара Студебейкер Сюзан Данклі Аннеліс Кук Ленні Барнс                        | 1:13:33.1 18:12.6 18:19.7 18:29.1 18:31.7 | 0+4 0+5 0+2 0+1 0+2 0+3 0+0 0+1 0+0 0+0 | +4:00.1     |
| 12    | 8   | Італія Доротея Вірер Алексія Рунггальдьєр Ніколь Гонтьє Катя Галлер              | 1:13:52.3 17:49.6 18:12.3 18:39.7 19:10.7 | 0+7 0+3 0+2 0+0 0+1 0+1 0+2 0+2 0+2 0+0 | +4:19.3     |
| 13    | 13  | Канада Меґан Імрі Меган Гайніке Йолен Одду Зіна Кочер                            | 1:14:33.9 17:48.9 18:23.3 20:10.5 18:11.2 | 1+6 0+4 0+2 0+0 0+1 0+3 1+3 0+0 0+0 0+1 | +5:00.9     |
| 14    | 16  | Естонія Кадрі Легтла Крістель Вігіпу Грете Гайм Евелі Сауе                       | 1:15:06.7 17:51.2 19:00.1 19:30.2 18:45.2 | 0+4 0+3 0+2 0+0 0+0 0+2 0+2 0+0 0+0 0+1 | +5:33.7     |
| 15    | 17  | Японія Сузукі Фуюко Овада Іцука Накадзіма Юкі Азеґамі Наоко                      | LAP 17:54.0 19:07.0 18:34.5               | 1+5 1+3 0+0 0+0 1+3 0+0 0+0 0+0 0+2 1+3 |             |
| 16    | 19  | Австрія Романа Шремпф Іріс Вальдгубер Рамона Дюрінгер Катаріна Іннергофер        | LAP 19:17.9 18:22.2 19:44.3               | 0+8 1+7 0+3 1+3 0+0 0+0 0+3 0+3 0+2 0+1 |             |
| 17    | 12  | Болгарія Емілія Йорданова Ніна Кленовська Десислава Стоянова Нія Дімітрова       | LAP 19:27.2 18:45.8 18:57.0               | 1+5 0+3 1+3 0+0 0+1 0+2 0+0 0+0 0+1 0+1 |             |
| 18    | 18  | Фінляндія Марі Лаукканен Кайса Мякяряйнен Еевамарі Оксанен Санна Маркканен       | LAP 19:35.5 17:11.9 20:25.5               | 0+5 3+9 0+1 3+3 0+0 0+1 0+2 0+3 0+2 0+2 |             |
| 19    | 21  | Казахстан Марина Лебедєва Ольга Полтораніна Дарія Усанова Олена Хрустальова      | LAP 18:47.6 18:39.4 19:57.3               | 0+5 2+6 0+1 0+2 0+1 0+0 0+3 2+3 0+0 0+1 |             |
| 20    | 15  | Румунія Ева Товалві Река Ференч Лумініта Піскоран Флоріна Йоана Кирстя           | LAP 19:27.6 18:43.7 18:52.6               | 1+5 0+7 1+3 0+2 0+0 0+1 0+1 0+2         |             |
| 21    | 25  | Швейцарія Еліза Гаспарен Селіна Гаспарен Ірен Кадуріш Патрісія Йост              | LAP 18:52.4 18:10.8 21:37.7               | 2+4 0+8 0+0 0+2 0+1 0+3 2+3 0+2 0+0 0+1 |             |
| 22    | 24  | Велика Британія Аманда Лайтфут Неріс Джонс Адель Вокер Фей Поттон                | LAP 18:13.2 19:59.9 19:18.0               | 0+5 1+8 0+1 0+1 0+3 0+2 0+0 0+2 0+1 1+3 |             |
| 23    | 23  | Литва Діана Расімовичюте Наталія Кочергіна Альона Сабаляускієне Марія Казначенко | LAP 18:44.5 19:51.6 21:11.1               | 1+7 1+8 1+3 0+1 0+3 1+3 0+1 0+1 0+0 0+3 |             |
| 24    | 22  | Південна Корея Кім Сун Су Кім Сура Кім Кьон Нам Мун Чжіхі                        | LAP 19:57.4 19:31.1 20:43.4               | 0+4 0+6 0+1 0+2 0+0 0+1 0+1 0+2 0+2 0+1 |             |
| 25    | 20  | КНР Сун Чаоцін Ван Чуньлі Тан Чзялінь Чжан Янь                                   | LAP 21:32.5 19:34.7 19:57.6               | 1+4 0+3 1+3 0+0 0+0 0+0 0+1 0+2 0+0 0+1 |             |
| 26    | 26  | Латвія Жанна Юскане Інга Пасковська Байба Бендіка Анет Бріце                     | LAP 19:37.1 21:28.1 20:42.7               | 0+4 1+8 0+2 0+2 0+0 1+3 0+2 0+1 0+0 0+2 |             |

## Виноски
1. ↑  Final Results (PDF). Архів оригіналу (PDF) за 17 березня 2012. Процитовано 12 лютого 2013.